# Josef Pfeifer (Politiker, 1942)

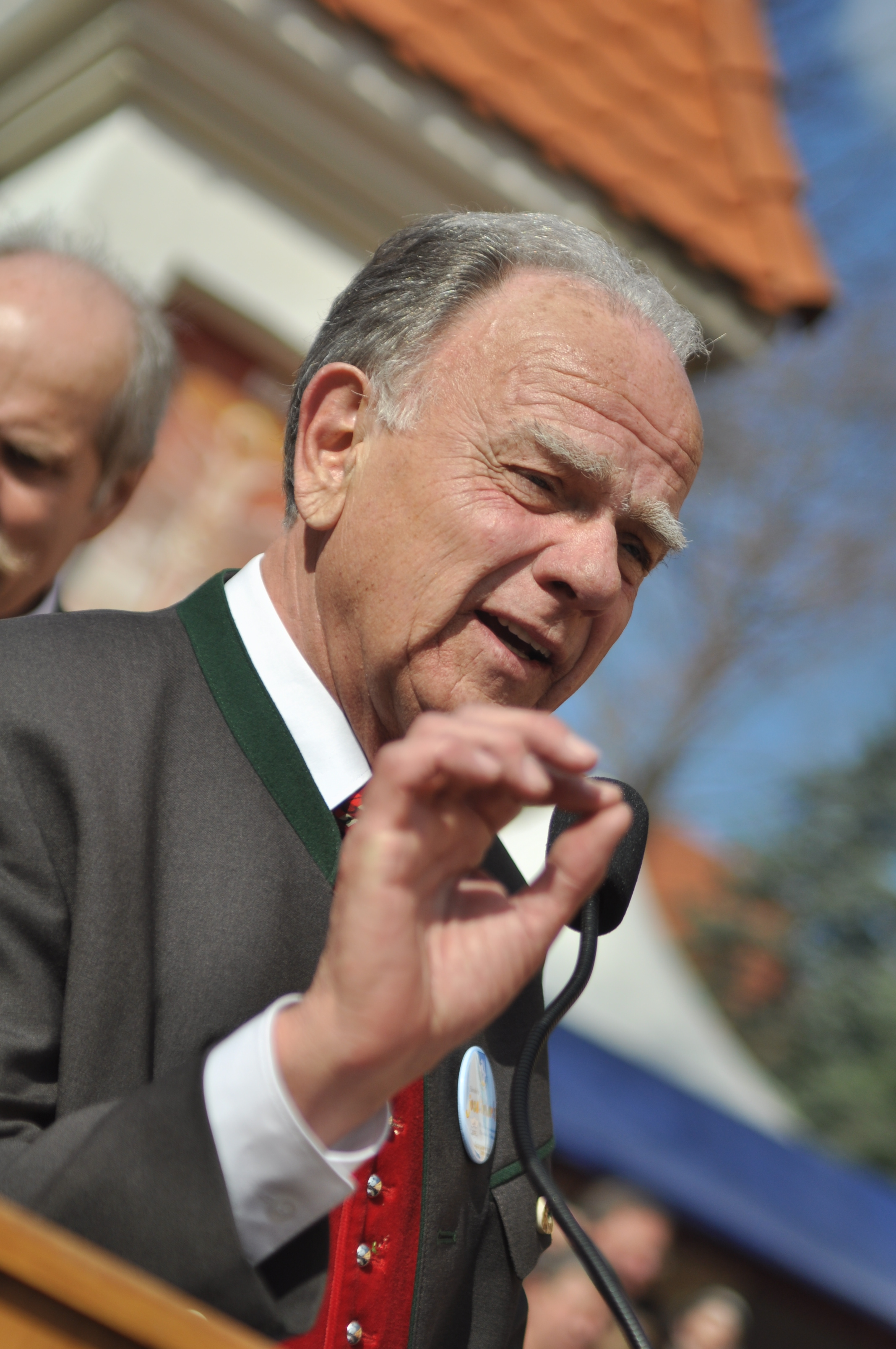
Josef Pfeifer

Josef Pfeifer (* 9. Juni 1942 in Lind) ist ein österreichischer Politiker und ehemaliger Präsident des österreichischen Bundesrates.

## Leben
Nach dem Besuch der Hauptschule erlernte Pfeifer 1956 bis 1959 den Beruf des Industriekaufmanns und arbeitete 1959 bis 1972 als Angestellter in einem Holzfaserplattenwerk.

## Politik
Politisch engagierte er sich als Bezirksparteisekretär der SPÖ von 1972 bis 1974 in St. Veit an der Glan und danach bis 1979 in Völkermarkt. Im selben Jahr wurde er Vertragsbediensteter der Kärntner Landesregierung und wurde im Jahre 1985 karenziert.
In der Marktgemeinde Eberndorf betätigte sich Pfeifer als Mitglied des Gemeinderates von 1970 an und war von 1982 bis 2009 Bürgermeister.
Er war von 1979 bis 1994 Abgeordneter zum Kärntner Landtag.
Als SPÖ-Politiker war er von 1994 bis 1999 Mitglied des österreichischen Bundesrates. Am 1. Juni 1996 wurde er zum Bundesrat-Präsidenten gewählt und blieb es bis zum 31. Dezember.